# Wspólnota administracyjna Kleinheubach
Wspólnota administracyjna Kleinheubach – wspólnota administracyjna (niem. Verwaltungsgemeinschaft) w Niemczech, w kraju związkowym Bawaria, w rejencji Dolna Frankonia, w regionie Bayerischer Untermain, w powiecie Miltenberg. Siedziba wspólnoty znajduje się w miejscowości Kleinheubach.
Wspólnota administracyjna zrzesza jedną gminę targową (Markt) oraz dwie gminy wiejskie (Gemeinde): 
- Kleinheubach, gmina targowa 3 534 mieszkańców, 9,49 km²
- Laudenbach, 1 366 mieszkańców, 4,94 km²
- Rüdenau, 786 mieszkańców, 4,01 km²